# ПФК Литекс (Ловеч) в Европа

## Голмайстори
* Заб. В списъка с голмайсторите не е включен автоголът на Сергей Назаренко (Днипро)